# Bradford & Bingley
Pour les articles homonymes, voir Bradford (homonymie), Bingley (homonymie) et B&B.

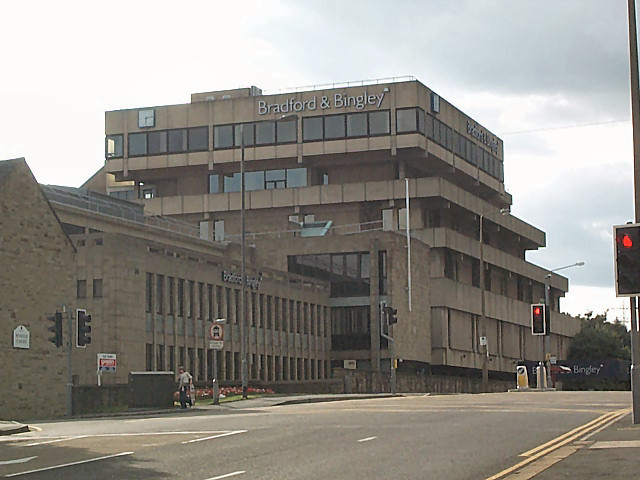
Siège social de Bradford & Bingley.

Bradford & Bingley plc ou B&B est une banque britannique spécialisée en crédit immobilier, dont le siège social est situé dans le West Yorkshire dans la ville de Bingley. La société est cotée au London Stock Exchange et fait partie de l'indice FTSE 250 Index. 
Le 28 septembre 2008, à la suite de la crise des subprimes, Bradford & Bingley est nationalisée.
Le titre est retiré du LSE le 2 octobre 2008.